# Raymond Felton
Raymond Bernard Felton, Jr. (Marion, 26 de junho de 1984) é um jogador norte-americano de basquete profissional que joga pelo Oklahoma City Thunder na NBA. Tem 1,85 m de altura e atua como armador.
Felton foi selecionado na 5ª posição do draft da NBA de 2005 pelo Charlotte Bobcats.